# Albert Weinstein
Albert Weinstein (Georg Albert Weinstein; * 13. Oktober 1885 in Pretzsch bei Wallendorf; † 7. Dezember 1969 in Diez) war ein deutscher Weit- und Dreispringer.

## Karriere
Am 11. August 1907 stellte er in Berlin mit 13,94 m einen nationalen Rekord im Dreisprung auf. Bei den Olympischen Spielen 1908 in London wurde er mit 6,77 m Siebter im Weitsprung, und 3. Oktober 1909 stellte er in Budapest mit 6,95 m seine Bestleistung in dieser Disziplin auf.
1909 und 1910 wurde er Deutscher Meister im Weitsprung.
Albert Weinstein startete wie sein älterer Bruder Paul Weinstein für den LC Sportfreunde Halle. Beide waren Chemiker von Beruf. Alberts Sohn Adelbert Weinstein wurde Offizier und Journalist.